# Rivierrombout
De rivierrombout (Stylurus flavipes) is een echte libel (Anisoptera) uit de familie van de rombouten (Gomphidae). De wetenschappelijke naam van de soort werd in 1825 als Aeschna flavipes gepubliceerd door Toussaint von Charpentier. De soort was lange tijd in het geslacht van de echte rombouten (Gomphus) geplaatst, maar daar ook qua uiterlijk al een vreemde eend in de bijt. Op basis van moleculair fylogenetisch onderzoek door Jessica Ware et al., waarvan de resultaten in 2017 werden gepubliceerd, werd de soort in het geslacht Stylurus geplaatst.
De rivierrombout prefereert grote rivieren als woonplaats. Het is niet eenvoudig om het aantal exemplaren te inventariseren, omdat de libellen over de brede rivieren vliegen en vanaf de kant moeilijk te zien zijn. Om vast te stellen hoe groot de populatie is op een bepaalde plaats, kan het beste het aantal larvehuiden (exuviae) op de oevers geteld worden.

## Veldkenmerken
De soort is slank en oogt zeer geel, ook op de poten. Het achterlijf heeft in bovenaanzicht een vrijwel geheel doorlopende gele lengtestreep op een zwarte achtergrond. Voor een goede determinatie is de borststuktekening belangrijk. Deze bestaat uit vrij brede zwarte strepen. De rugstreep en de schouderstreep raken elkaar meestal, waardoor op de schouders een afgegrensde gele ovale vlek aanwezig is. Het mannetje heeft een slank achterlijf, aan de basis sterk getailleerd en met een duidelijke knotsvormige verbreding ter hoogte van segmenten 7 tot 10. Het vrouwtje heeft een breder postuur en nauwelijks een knotsvormige verbreding van het achterlijf.
De lichaamslengte van volwassen dieren ligt tussen 50 en 55 millimeter. De larve is vrij lang (31–35 mm) zonder doornen of knobbels op de rug.

## Vliegtijd
De vliegtijd van de rivierrombout is van begin juni tot eind september. De meeste waarnemingen hebben betrekking op vers uitgeslopen individuen in juni en juli.

## Gedrag en voortplanting
Over de levenscyclus van de rivierrombout is nog maar weinig bekend. De vermoedens zijn dat het ei overwintert en in juni–juli uitkomt. De ontwikkeling van de larve kan 3 tot 4 jaar duren. De uitsluiptijd is van eind mei tot half augustus. Het uitsluipen wordt vooral op en langs zandstrandjes waargenomen. Na het uitsluipen vliegen de imago's weg van het water. Sommige dieren zijn daarna jagend in de uiterwaarden te vinden, maar de meeste exemplaren verdwijnen spoorloos. Voortplanting vindt plaats langs de rivier, maar wordt eveneens niet vaak waargenomen. Eitjes worden door het vrouwtje in open water afgezet. De eitjes zijn klein en ovaal, met een puistvormig uitsteeksel aan één punt.

## Habitat
De habitat van de rivierrombout bestaat uit rivieren en grote beken, vooral op plaatsen waar zand of slib is afgezet. Het larvenhabitat bestaat uit zandige substraten in ondiepe, onbegroeide, stromingsluwe riviertrajecten. In de genormaliseerde rivieren worden dergelijke larvenhabitats voornamelijk tussen kribben aangetroffen. Waar zich achter de stromingsluwe delen van de kribben zand ophoopt ontstaan strandjes waar de meeste larvenhuidjes worden gevonden.

## Verspreidingsgebied
Het verspreidingsgebied van de rivierrombout loopt oostelijk tot in Siberië, maar de soort komt niet voor in Afrika. In Europa komt de soort voor in de meeste grote laaglandrivieren in West-, Midden, Oost- en Zuidoost-Europa, maar niet op het Iberisch Schiereiland, de Britse Eilanden en in Scandinavië.
Sinds 1902 was de rivierrombout verdwenen uit Nederland. In 1996 werd er echter weer een nimf van gevonden. Door de verbeterde waterkwaliteit neemt het aantal weer toe. Vanuit Nijmegen is de rivierrombout aan een opmars bezig in de Nederlandse rivieren. In augustus 2011 is langs de oevers van de Oude Maas het grootste aantal rivierrombouten ooit geteld. Inmiddels komt de soort weer voor langs alle grote rivieren en de Roer, maar de dichtheden verschillen van plaats tot plaats sterk. In de Maas en de Roer is de rivierrombout zeldzaam. Een ander natuurgebied waar deze soort voorkomt is het Reevediep bij Kampen.
In België werden in 2000 twee exemplaren waargenomen langs de Grensmaas (bij Vucht en Maasmechelen), later volgden afzonderlijke exemplaren in 2002 te Geel en in 2004 te Herentals. In 2012 werd een populatie gevonden langs het Albertkanaal, hoewel de soort bekendstaat als een soort die niet voorkomt nabij kunstmatige oevers.

## Verwante en gelijkende soorten
Verwarring is mogelijk met de plasrombout (Gomphus pulchellus) en de beekrombout (Gomphus vulgatissimus). Dit geldt ook in het larvestadium. Verder is er enige gelijkenis met de larven van de gaffellibel (Ophiogomphus cecilia) en de kleine- (Onychogomphus forcipatus) en grote tanglibel (Onychogomphus uncatus), maar deze soorten hebben opvallende rugknobbels.

## Bedreigingen en bescherming
De soort staat op de Rode Lijst van de IUCN als niet bedreigd, beoordelingsjaar 2013; de trend van de populatie is volgens de IUCN toenemend.
De rivierrombout gold op de Nederlandse Rode Lijst (2004) nog als ernstig bedreigd, maar op de lijst van 2015 komt de soort niet meer voor. Op de Belgische Rode Lijst (1998) komt de soort ook niet voor.